# Congresso del Parlamento francese
Il Congresso del Parlamento (in francese Congrès du Parlement) in Francia è la riunione delle due Camere del Parlamento (Assemblea nazionale, camera bassa e Senato, camera alta) in seduta comune. Tali riunioni possono avere in oggetto il voto di una revisione della Costituzione, l'ascolto di una dichiarazione del Presidente della Repubblica, la ratifica di un trattato o l'autorizzazione per l'adesione di un nuovo membro all'Unione Europea.
Sotto la Terza e la Quarta Repubblica, benché il termine « Congresso » non fosse utilizzato, la riunione delle due camere a Versailles era finalizzata a eleggere il Presidente della Repubblica. A partire dalla revisione costituzionale del 23 febbraio 2007, le due camere si possono riunire anche per destituire il Presidente della Repubblica, ma il termine per definire tale riunione è « Alta Corte ».
Quando si tiene un Congresso le due camere lasciano Parigi (rispettivamente il Palais Bourbon e il Palais du Luxembourg) e si riuniscono al Castello di Versailles, nella Sala del Congresso.
| Controllo di autorità | VIAF (EN) 131294295 · ISNI (EN) 0000 0000 8995 9680 · LCCN (EN) n50000763 · J9U (EN, HE) 987007261105805171 |